# Anthurium acutifolium
Anthurium acutifolium — многолетнее травянистое вечнозелёное растение, вид рода Антуриум (Anthurium) семейства Ароидные, или Аронниковые (Araceae).

## Ботаническое описание
Наземные растения, изредка эпифиты.
Корни многочисленные, толстые, бархатистые.

### Листья
Катафиллы сохраняющиеся в виде сетки волокон, полукожистые, 6—10 см длиной, на вершине заострённые, в высохшем виде тёмно-рыжевато-коричневые.
Листья от прямостоячих до раскидистых. Черешки (2)6—22 см длиной, 3—6(9) мм в диаметре, от сглаженных до глубокобороздчатых сверху, с тремя острыми рёбрами снизу. Листовые пластинки от обратноланцетовидных до широко-обратноланцетовидных, постепенно заостряющиеся к вершине, длиннонисходящие в основании, (11)25—62 см длиной, (3,5)5,5—27 см шириной, наиболее широкие посередине. Центральная Жилка выпуклая сверху и снизу, бледнее поверхности листовой пластинки, иногда жёлтая; первичные боковые жилки по 8—12 с каждой стороны, отклонённые от центральной жилки под углом 40°—45°; общая жилка соединят третьи — пятые боковые жилки, проходит в 3—5 мм от края.

### Соцветие и цветки
Соцветие вертикальное, обычно короче листьев. Цветоножка 24—53 см длиной, намного длиннее черешков, 3—5 мм в диаметре. Покрывало зелёное, линейно-ланцетовидное, 5—12 см длиной, 0,7—1,1 см шириной.
Початок сидячий, от зелёного до белого, иногда с красно-фиолетовым отливом, 7—16 см длиной, 6—8 мм в диаметре у основания, 3—4 мм в диаметре у вершины. Цветочный квадрат от квадратного до ромбического, около 2 мм в обоих направлениях, стороны более-менее прямые. 5—6 цветков, видимые в основной спирали, 5—7 — в дополнительной. Боковые лепестки 0,5 мм шириной, внутренние края повёрнуты.

### Плоды
Плоды — зеленовато-жёлтые, обратнояйцевидные ягоды, часто не созревающие на вершине початка, от четвёртой его части до половины.

## Распространение
Встречается в Центральной Америке (Коста-Рика, Панама).
Растёт в тропических влажных и предгорных сырых лесах, на высоте от уровня моря до 900 м над уровнем моря.

## Классификация

### Разновидности
В пределах вида выделяются две разновидности:
- Anthurium acutifolium var. acutifolium — Коста-Рика, Панама
- Anthurium acutifolium var. herrerae Croat — Коста-Рика